# La Mañana (Venezuela)
El diario La Mañana es un diario regional del estado Falcón, en Venezuela, que se edita en la ciudad de Santa Ana de Coro. 

## Formato
Este diario circula en la mañana y contiene un solo cuerpo de un tamaño de 431,7mm por 279,4mm de un formato tipo tabloide.
Contiene diferentes secciones que tratan sobre deporte, política, salud, sociales, opinión, noticias nacionales e internacionales y una sección de anuncios clasificados y desplegados donde los comerciantes de la región pueden publicar sus anuncios.
La Mañana también tiene una versión digital que contiene secciones parecidas al periódico físico, además de dos secciones más llamadas Mamotretos y Edición de hoy, en donde se muestra la primera página de la edición del día.

## Historia
Fue fundado el 15 de marzo de 1952 por el Dr. Atilio Yanez Henríquez (padre), está afiliado al Bloque de Prensa Venezolano y a la Cámara Nacional de la Prensa Regional. Su presidente y editor es el Dr. Atilio Yanez Plaza (hijo). 
Este diario utiliza para la información internacional los servicios de noticias EFE, AP y para las noticias nacionales Millenium 3 Noticias e Intopress. Su eslogan es "El Diario de mayor circulación en Falcón".
Desde finales de 2015 el diario ha tenido problemas en los suministros de papel periódico, al igual que otros diarios del país, corriendo en varias ocasiones el peligro de salir de circulación en cualquier momento.